# Moosschwaige (München)

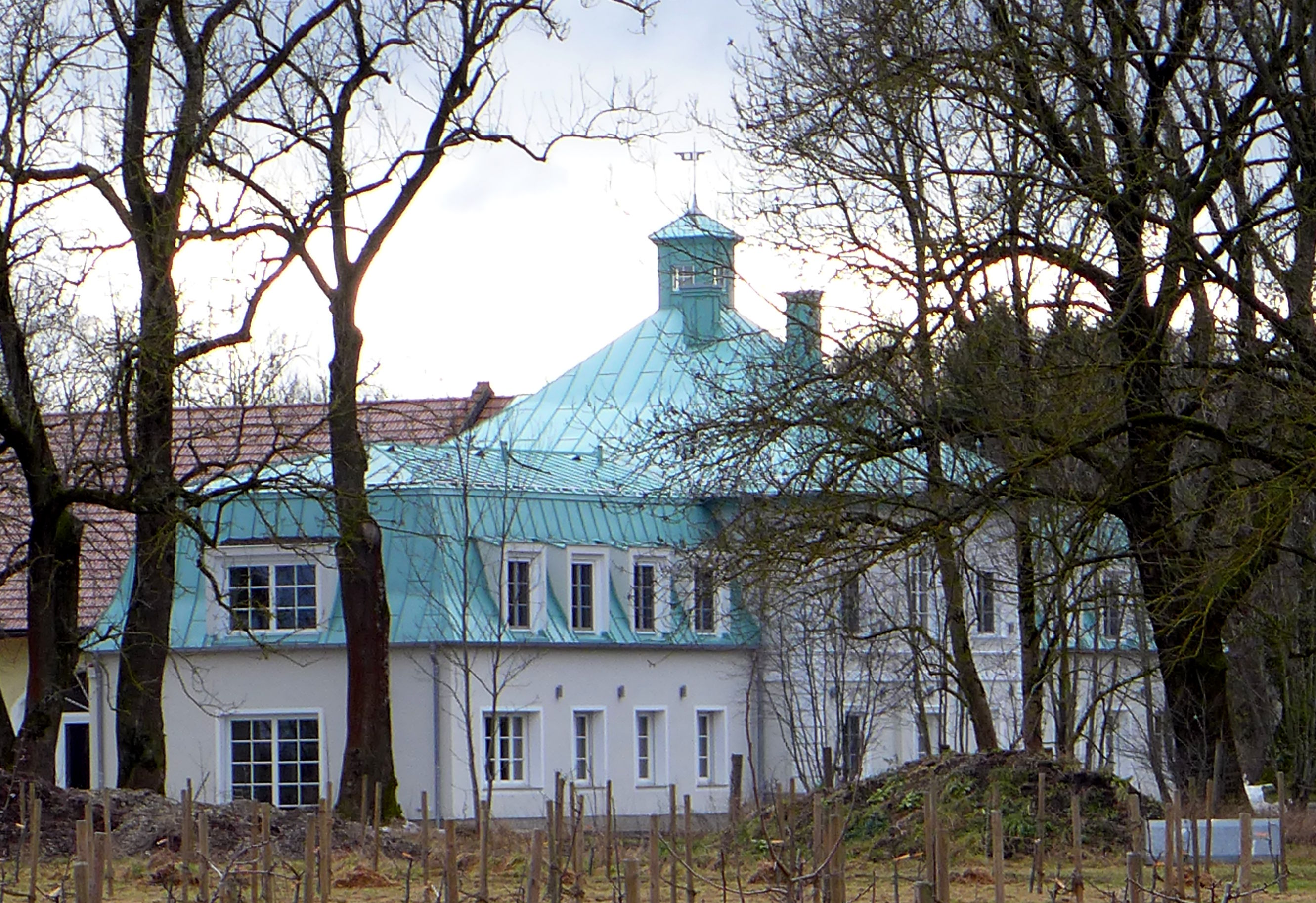
Wohnhaus der Moosschwaige

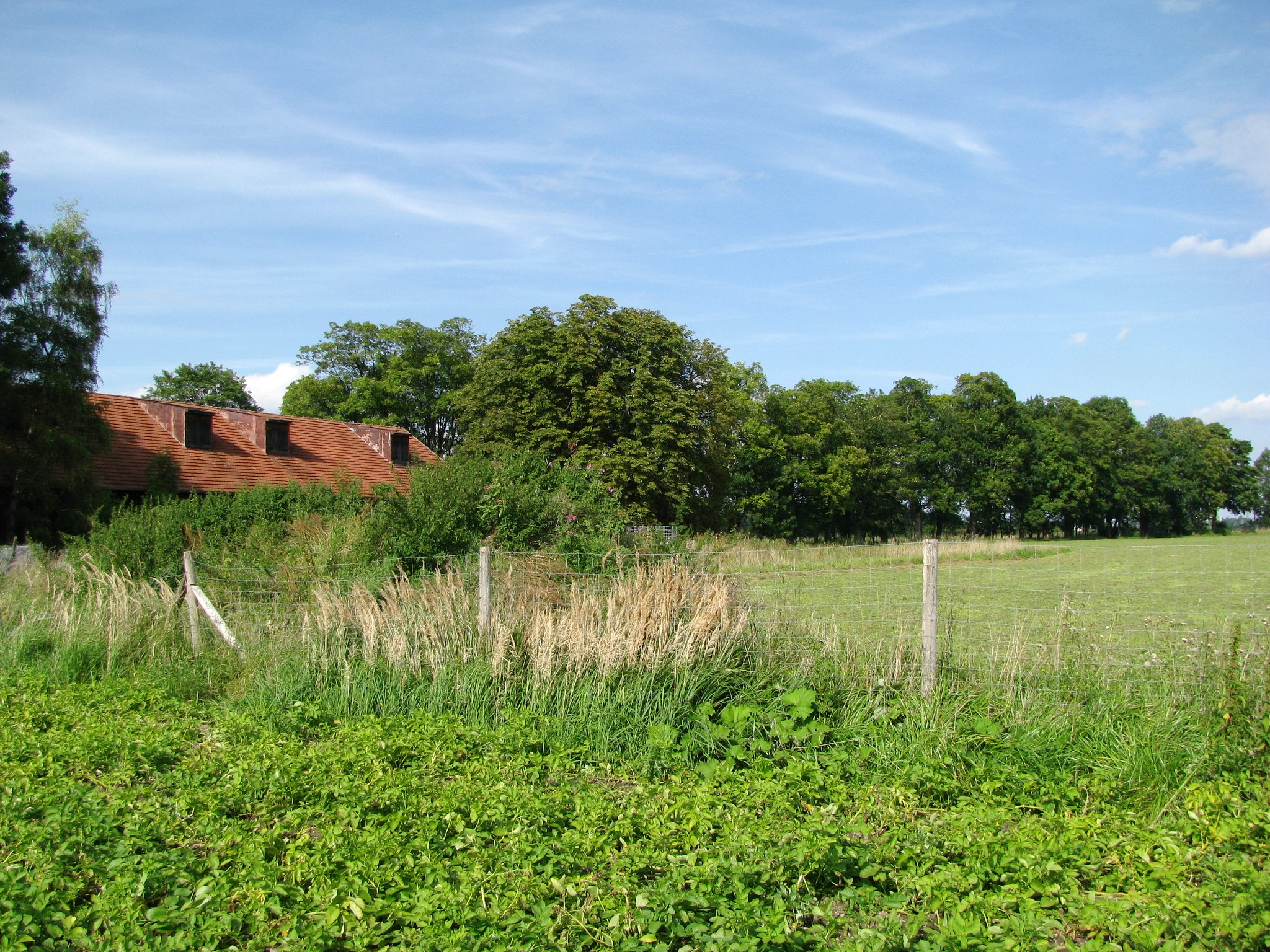
Scheune der Moosschwaige

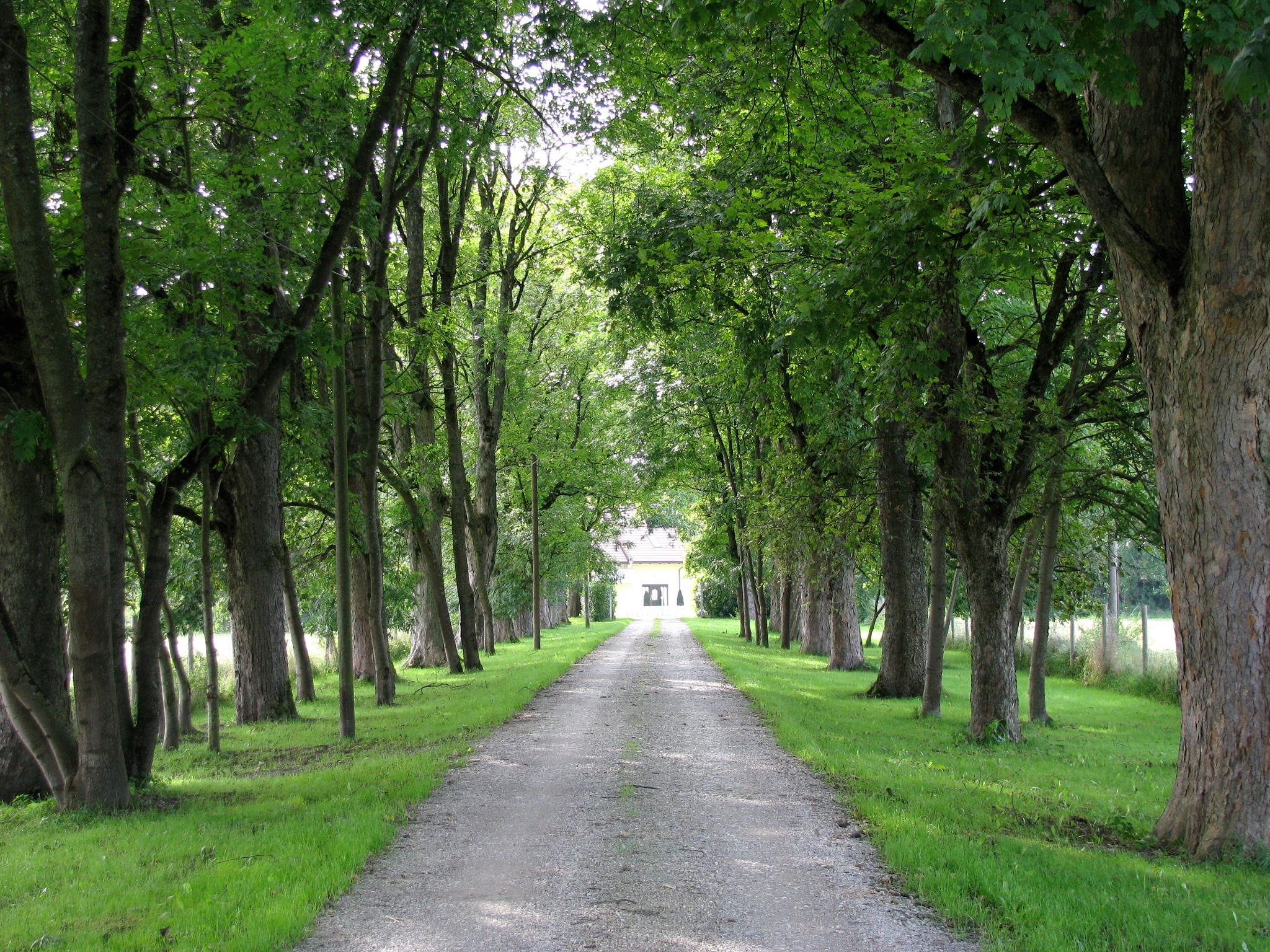
Auffahrtsallee zur Moosschwaige

Die Moosschwaige ist ein einsam gelegener Gutshof im Westen von München. Das Gut steht als Gebäudeensemble unter Denkmalschutz, das Wohngebäude und die Kapelle sind auch als Einzelbaudenkmäler geschützt.

## Lage
Die Moosschwaige liegt an der Westgrenze Münchens im Südwesten des Stadtteils Aubing im Stadtbezirk Aubing-Lochhausen-Langwied am Germeringer Weg 250. Sie bildet die einzige Bebauung im südlichen Aubing westlich des Autobahnrings der A 99.

## Geschichte
Urkundlich genannt wurde die Moosschwaige erstmals 1808 oder 1812 als Mos Schweige. Der Name bedeutet Schwaige, also Viehhof, im Moor, dem Aubinger Moos. Die Schwaige gehörte zu dem südöstlich gelegenen Gut Freiham.
1818 wurde die Schwaige Teil der neu errichteten Gemeinde Aubing, mit der sie 1942 nach München eingemeindet wurde.

## Beschreibung
Die Schwaige ist ein Vierseithof aus dem 19. Jahrhundert. Vier Gebäude umgeben einen rechteckigen Hof. Im Nordwesten des Hofs liegt das Wohngebäude, im Nordosten und Südwesten je ein Stall und im Südosten eine Scheune. Die Zufahrt zu der Schwaige erfolgt über eine Allee von Osten her. 
Der Zentralbau des Wohngebäudes ist ein zweigeschossiger kubischer Pavillon mit Zeltdach und Dachreiter. Daran schließen sich zwei ungleiche Seitenflügel an. Der Pavillon stammt aus der ersten Hälfte des 19. Jahrhunderts, die Seitenflügel sind jünger.
Die Ställe, ein Pferde- und ein Kuhstall, sind eingeschossige, langgezogene Bauten mit Satteldach, deren Erdgeschosse preußische Kappendecken haben. Sie stammen etwa von 1900, die den Hof nach Süden abschließende Scheune ist jünger. 
Nahe der Einmündung der Allee in den Hof steht eine kleine Kapelle. Sie ist ein Satteldachbau, der auf drei Seiten Öffnungen mit Stichbögen aufweist. Die Öffnungen sind durch Gitter gesichert.
Die Moosschwaige ist eines der letzten Zeugnisse solcher durch eine einsame Lage und die Anbindung durch eine Allee charakterisierten Gehöfte. Sie wird als Event-Location für Feierlichkeiten zur Vermietung angeboten.

## Umgebung
Die Wiesen an der Moosschwaige bilden das Quellgebiet des Erlbachs. Nördlich des Gutshofs fließt er durch einige ehemalige Fischteiche, die Moosschwaiger Weiher. Das Gebiet um die Fischteiche steht als Biotop unter Landschaftsschutz. Ein weiteres Biotop bilden die Streuobstwiesen des Guts.
Die Stadt München erwarb 2004 die land- und forstwirtschaftlichen Flächen des Gutes, um sie als ökologische Ausgleichsflächen im Rahmen eines Ökokontos zu nutzen, nicht jedoch die Hofstelle selbst.